# Freeter
Als Freeter (japanisch フリーター Furītā) werden in Japan junge Menschen im Speziellen zwischen 15 und 34 bezeichnet, die keiner Vollzeitbeschäftigung (Unterbeschäftigung) nachgehen, ausgenommen Studenten und Hausfrauen.

## Geschichte
Der Begriff erschien erstmals in den späten 1980er Jahren für junge Menschen, welche die ergiebige Situation der „bubble economy“ Japans genossen und 1990 vom Platzen der „Blase“ betroffen waren. Diese Gruppierung steht plakativ für die Unsicherheit des japanischen Arbeitsmarktes und beschreibt nicht nur den ökonomischen, sondern auch den sozialen Wandel Japans. Um die Tragweite dieser Entwicklung angemessen einzuschätzen, ist es notwendig, die hohe Gewichtung der japanischen Kultur zu verstehen. Das Individuum in Japan wird von der Gesellschaft und sich selbst über seine Position innerhalb dieser definiert. Diese „social location“ wird in Japan als „ba“ bezeichnet. Eine direkte Übersetzung ist nur bedingt möglich, da der Begriff „ba“ nicht nur eine berufliche Position, sondern auch ein damit verbundenes Gefühl der Sicherheit und Anerkennung ausdrückt, sowie den Platz in einer sozialen Gemeinschaft, wie der Familie.
Das Wort „Freeter“ (furītā), ein Kofferwort, wurde in den Jahren 1987 oder 1988 geprägt und setzt sich zusammen aus dem englischen Wort free (= frei) und der deutschen Endung -ter (von Arbeiter), wobei Japanisch arubaito (von dt. Arbeit) einen Gelegenheitsjob oder eine Teilzeitarbeit meint. Die Entwicklung dieses Begriffs ist auf die Zeit vor dem Zweiten Weltkrieg zurückzuführen, als die deutsche Sprache an japanischen Universitäten weit verbreitet war.
Nach der „Beschäftigungsumfrage“ (労働力調査 Rōdōryoku chōsa) 2008 des japanischen Innenministeriums stieg der Anteil von Freetern unter den 15- bis 24-Jährigen von 340.000 im Jahr 1982 auf 830.000 im Jahr 2008 bzw. unter den 25- bis 34-Jährigen von 170.000 auf 870.000.
Sie werden in Japan unterschieden von anderen Jugendgruppierungen wie den NEET (ニート, junge Menschen „not in education, employment or training“), der parasaito shinguru (junge Menschen, die finanziell von ihren Eltern abhängig bleiben) und der hikikomori (ひきこもり sozial isolierte Menschen), obwohl viele Gemeinsamkeiten inklusive Ursachen vorliegen.